# Quercus crenata
Quercus crenata är en bokväxtart som beskrevs av Jean-Baptiste de Lamarck. Quercus crenata ingår i släktet ekar, och familjen bokväxter. Inga underarter finns listade.

## Bildgalleri

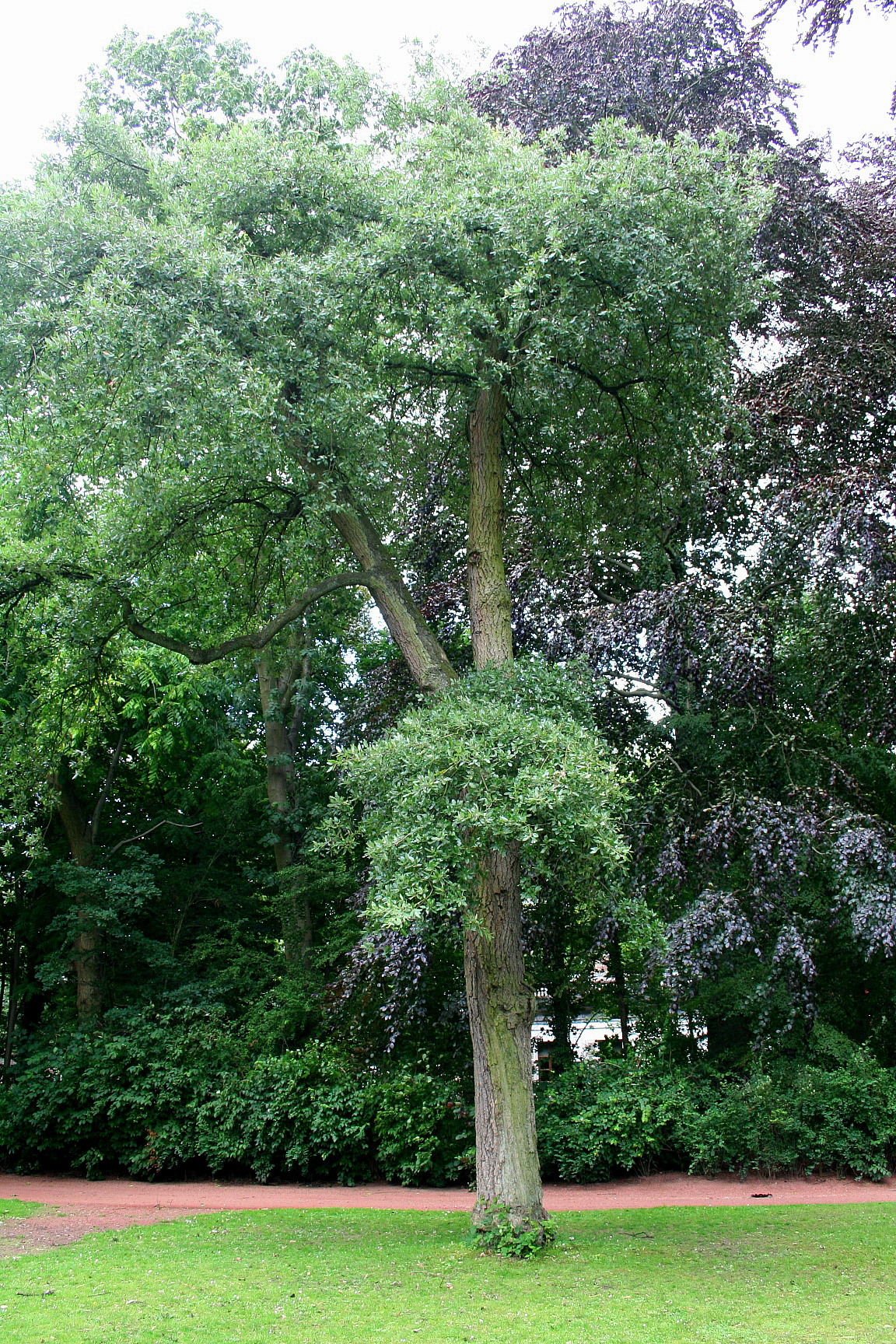
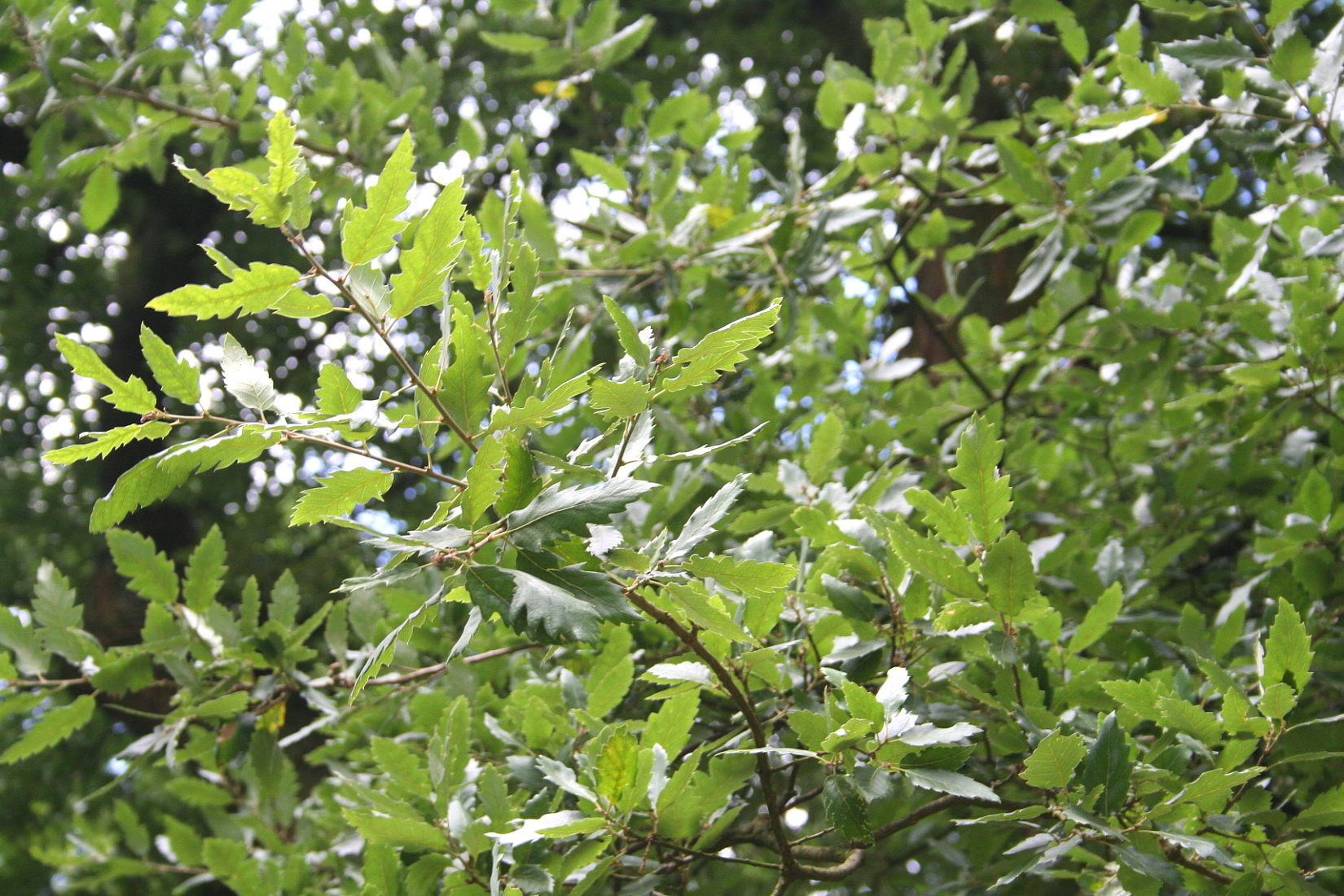
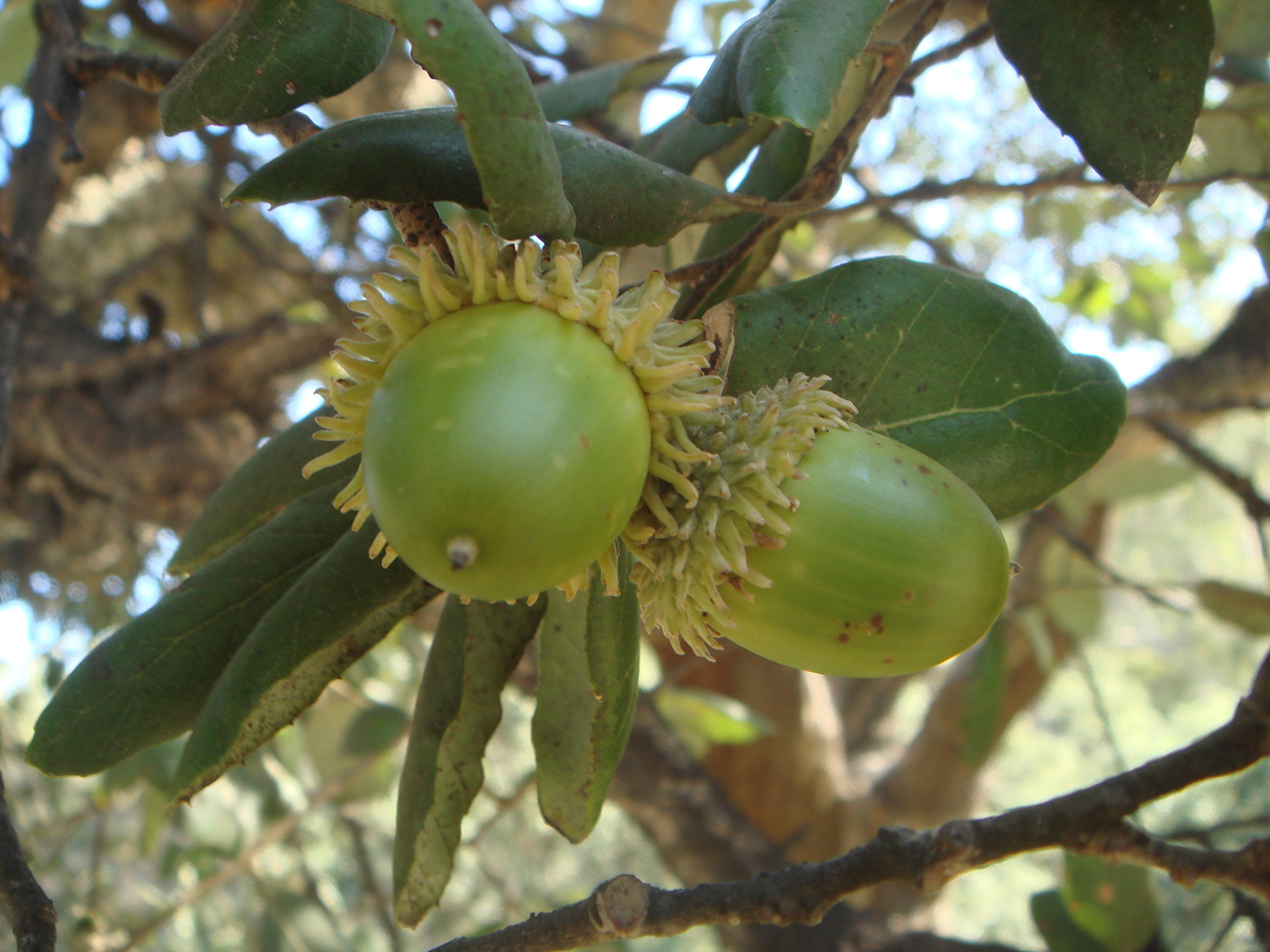